# Lemýthou
Lemýthou (grec moderne : Λεμύθου) est un village de Chypre situé dans le district de Limassol.